# Saucisse de couenne
La saucisse de couenne, est une charcuterie de France provenant du Tarn.

## Étymologie
Le terme couenne se prononce « coudeno » en occitan mais s'écrit " codena " car le "o" entre 2 consonnes se prononce " ou " et le "a" terminal se prononce "o". Ce nom se retrouve dans les termes coudenat, (généraliste, et lou coudenot, plus typique de la région de Mazamet.
Dans le Tarn, on l'appelle aussi andouille, même si elle n'a pas la même recette que l'andouille véritable.

## Présentation
Elle se présente comme une saucisse portion de gros diamètre, le même que celui du saucisson. Les morceaux pèsent entre 100 et 150 grammes. Il est composé d'un tiers de couenne de porc, un tiers de viande et un tiers de gras. Il est simplement salé et poivré avant embossage dans du boyau de porc.
Le coudenou de Mazamet est une sorte de melsát à la couenne. Il comporte pain, œufs et couenne embossés.

## Historique
Cette recette est un moyen d'utiliser la grande quantité de couenne issue de l'abattage du porc. Au XIXe siècle, Auguste Fourès cite la saucisse de couenne dans un poème sur le cassoulet.

## Cuisine
La couenne nécessite une cuisson longue durant laquelle elle enrichit le bouillon en gélatine. Cette particularité est utilisée pour apporter de l'onctuosité. La recette est renommée dans le cassoulet, la garbure, la mongetada mais elle convient à tous types de légumineuse : lentilles, fèves...
La fabrication se fait dans tout le Tarn pour les amateurs, mais est en perte de vitesse en raison de sa cuisson longue dans des plats traditionnels anciens.

## Sources